# Tidsdeckarna
Tidsdeckarna var ett svenskt barnprogram sändes 17 oktober 2010-13 mars 2011 i TV4:s Lattjo Lajban. Programmet är som en fristående uppföljare på barnprogrammet Smartskalle och produceras av Happy Fiction tillsammans med TV4. Programmet tar oss med på en resa genom Sveriges historia från jägarstenåldern till nutid på ett roligt och pedagogiskt sätt.

## Upplägg
Tobias "Tobbe Trollkarl" Blom tar oss med på en spännande resa genom tid och rum där vi får följa Sveriges utveckling från jägarstenåldern till nutid och träffa kända och mindre kända personligheter ur vår historia. Med hjälp av sitt magiska förstoringsglas färdas Tobbe tillbaka till olika tidsepoker och träffar flera välkända personer som betytt mycket för Sveriges utveckling. Programmets huvudhistoria varvas med kortare inslag där vi bland annat får träffa "Tidskocken" som lagar till en tidsenlig måltid, Conny och Ronny som refererar från en dåtida sport- eller lekhändelse i "Sport vi minns", i "Mode & Stil" får vi en modevisning av dåtidens klädeplagg och i "Skallfakta" får vi genom roliga animerade inslag lite onödig men kul fakta om tidsepoken.

## Manus
- Alex Kantsjö
- Daniel Ottosson

## Regi
- Daniel Ottosson

## Rollista
- Tobias Blom
- Fredrik Lexfors
- Håkan Berg
- Cora Watson
- Alex Kantsjö

## Avsnitt
1. Jägarstenåldern
2. Bronsåldern & Granhammarsmannen
3. Asagudarna
4. Ansgar & vikingarna
5. Estrid & kristendomen
6. Mordet på Sverker den äldre
7. Pesten & heliga Birgitta
8. Stockholms blodbad
9. Gustav Vasas flykt från danskarna
10. Regalskeppet Vasa
11. Drottning Kristina
12. Slaget vid Poltava
13. Carl von Linné
14. Mordet på Gustav III
15. Sverige förlorar Finland
16. Skolans utveckling
17. Industrialismen & utvandringen
18. Rättigheter, skyldigheter & uppfinningar
19. Den svenska musikrevolten
20. Sammanfattning & framtiden

### Fotnoter
1. ↑  ”Svensk mediedatabas”. http://smdb.kb.se/catalog/search?q=Tidsdeckarna+typ%3Atv&sort=OLDEST. Läst 1 april 2011.